# کولیج کورنر
کولیج کورنر (به انگلیسی: Coolidge Corner) یک منطقهٔ مسکونی در ایالات متحده آمریکا است که در بروکلین، ماساچوست واقع شده‌است.